# Panzergruppe Afrika
Panzergruppe Afrika bildades den 1 september 1941 för att kontrollera alla tyska förband i Nordafrika samt majoriteten av de italienska förbanden.
Förbandet förberedde ett försök att erövra den belägrade hamnstaden Tobruk under november 1941 men fick istället bekämpa den allierade Operation Crusader, som kom att häva den tyska belägringen av Tobruk och driva tillbaka Rommels trupper till deras utgångspunkt El Agheila.
I januari 1942 gjorde man en motoffensiv och återtog Cyrenaika fram till Gazala. Under den pågående motoffensiven ombildades förbandet till Panzerarmee Afrika den 30 januari 1942.

## Organisation
Förbandets organisation:
Tyska enheter:
- Deutsches Afrikakorps
  - 15. Panzer-Division (1 sep 1941 - 30 jan 1942)
  - 21. Panzer-Division (1 sep 1941 - 30 jan 1942)
  - 90. leichte Afrika-Division (1 sep 1941 - 30 jan 1942)

Italienska enheter
- X Army Corps (1 sep 1941 - 30 jan 1942)
- XX Army Corps (1 sep 1941 - 30 jan 1942)
- 55th Infantry Division Savona (okt 1941 - 17 jan 1942)

## Befälhavare
- Generaloberst Erwin Rommel (1 sep 1941 - 30 jan 1942)